# Aleucanitis clara
Aleucanitis clara là một loài bướm đêm trong họ Noctuidae.